# 片袖の魚
『片袖の魚』（かたそでのさかな、英題：The Fish with One Sleeve）は、2021年の日本の短編映画。監督・脚本は東海林毅、主演はイシヅカユウ。2021年7月10日に新宿 K's cinemaで公開後、順次全国公開された。

## 概要
文月悠光の詩「片袖の魚」（詩集『わたしたちの猫』収録）を原案として制作された。制作にあたっては「日本で初めてとなるトランスジェンダー女性当事者を対象とした俳優オーディション」が開催され、主演のイシヅカユウと、主人公の友人役を務める広畑りかが選ばれた。イシヅカにとっては今作が映画初出演であり、本格的な演技も初めてであった。
また今作は新型コロナウイルス感染症対策として少人数かつスピーディーな制作に対応するため、全編にわたりスマートフォン「Sony Xperia 1」1台のみで撮影された。
「福岡インディペンデント映画祭」のほか、国外でも「ホノルル・レインボーフィルム・フェスティバル」「アウトサウス・クィアフィルム・フェスティバル」といった映画祭でも上映された。

## キャスト
- 新谷ひかり／光輝：イシヅカユウ
- 久田敬：黒住尚生
- 千秋：広畑りか
- 辻史夏：猪狩ともか
- 酒井：森本のぶ
- 藤本：杉山ひこひこ
- 千秋の彼氏：入江崇史
- 女性社員A：平井夏貴
- 女性社員B：久田松真耶
- 同級生A：石橋諒
- 同級生B：小池匠
- 同級生C：花井祥平
- 同級生D：藤本直人
- ダンサー：葛原敦嘉
- ダンサー：山口静
- 観賞魚店店主：田村泰二郎
- 中山恵子：原日出子

## スタッフ
- プロデューサー・監督・脚本・編集：東海林毅
- 原案：文月悠光「片袖の魚」（詩集『わたしたちの猫』収録、ナナロク社）
- 制作：清水純、 牛丸亮
- 助監督：小池匠
- 撮影：神田創
- 照明：丸山和志
- 録音・音響効果：佐々井宏太
- 美術：羽賀香織
- 衣装：鎌田歩
- 音楽：尾嶋優（Jimanica）
- 主題歌：尾嶋優「RED FISH (feat. Miyna Usui)」（Jeminic records）
- ヘアメイク：東村忠明
- ヘアメイク応援：関東沙織、 瀬川那弥
- 現場応援：北林佑基
- 制作応援：海上操子
- ビジュアルデザイン：東かほり
- 宣伝スチル：向後真孝
- 製作：みのむしフィルム

## 関連作品
- 映画『片袖の魚』製作委員会（編集）『点から線へ トランスジェンダーの〝いま〟を越えて 映画『片袖の魚』より』、旅と思索社、2021年7月20日発売、ISBN 978-4-908309-08-3
- 岡嶋優『片袖の魚 オリジナルサウンドトラック』、Jeminic records、2021年7月15日発売、JMNC-003